# Sophronica lineata
Sophronica lineata är en skalbaggsart som först beskrevs av Francis Polkinghorne Pascoe 1858.  Sophronica lineata ingår i släktet Sophronica och familjen långhorningar.
Artens utbredningsområde är:
- Angola.
- Malawi.
- Moçambique.
- Niger.
- Zimbabwe.

Inga underarter finns listade i Catalogue of Life.